# John Joseph Gumperz
John Joseph Gumperz (nascut el 9 de gener de 1922 i mort el 29 de març de 2013 fou un lingüista i professor nord-americà. Durant la major part de la seva carrera Gumperz fou professor a la University of California a Berkeley. La seva recerca sobre les llengües de l'Índia, sobre l'alternança de codis (code-switching) a Noruega, i sobre la interacció conversacional, han influït en els camps de la sociolingüística, l'anàlisi del discurs, l'antropologia lingüística, i l'antropologia urbana.

## Obres
John Gumperz va desenvolupar una nova manera de mirar la sociolingüística amb Dell Hymes, un altre especialista en sociolingüística. La seva contribució va ser un nou mètode anomenat l'"etnografia de la comunicació." L'enfocament propi de Gumperz s'ha conegut com a sociolingüística interaccional.
La sociolingüística analitza la variació en el discurs, en una comunitat de parla determinada, i estudia com afecta aquella variació en desenvolupament de significat en les interaccions i com es correlaciona amb l'ordre social de la comunitat. Gumperz va ampliar la feina de Hymes mitjançant l'estudi del poder diferencial entre comunitats de parla. En particular, Gumperz va observar que la forma "estàndard" de qualsevol llengua (és a dir, la forma esperada en situacions formals, la forma que sentim a les notícies) és el dialecte dels que ja ostenten el poder. Li'n va dir "dialecte de prestigi", i va notar que els que no el parlaven de manera nativa sinó que tenien com a propi un dialecte estigmatitzat o menys poderós eren "diglòssics" (competents en el seu dialecte natiu i capaços, també, de fer servir el dialecte de prestigi), mentre que aquells per als quals era natiu el dialecte de prestigi eren incapaços, en general, de fer servir altres codis.
Gumperz definí la comunitat de parla com a "qualsevol agregat humà que interaccioni de manera freqüent i regular mitjançant un corpus compartit de signes lingüístics i que es distingeixi d'altres agregats semblants per diferències significatives en l'ús de la llengua."
Gumperz s'interessà en com l'ordre de les situacions i la cultura dels interlocutors afecten la manera en què l'interlocutor fa una inferència conversacional i interpreta signes verbals o no-verbals coneguts com a pistes de contextualització.
Les seves publicacions i els cursos que va impartir inclouen obres en el camp emergent de la recerca sociolingüística a l'Índia.